# Filetia ridleyi
Filetia ridleyi är en akantusväxtart som beskrevs av C. B. Cl.. Filetia ridleyi ingår i släktet Filetia och familjen akantusväxter. Inga underarter finns listade i Catalogue of Life.